# Friedrich Leopold von Thile
Friedrich Leopold Thile, ab 1713 Friedrich Leopold von Thile (* 26. Juli 1711; † 13. Januar 1779), war ein kurfürstlich-sächsischer Generalleutnant der Infanterie. Er war Chef des 1. Regiments zu Fuß.

## Leben und Werk
Er stammte aus der Adelsfamilie von Thile und war der Sohn von Martin von Thile und dessen Frau Dorothea Gregori. Er trat in den Dienst des König-Kurfürsten August II. und dessen Nachfolger Kurfürst Friedrich August III. von Sachsen, der ihn in der Sächsischen Armee zum Generalleutnant beförderte.
Verheiratet war er mit Katharina Rebekka von Firnhaber.